# Визирма
Визирма́ (удм. Визирма шур) — река в Удмуртии, протекает в Селтинском и Сюмсинском районах. Устье реки находится в 136 км по правому берегу реки Кильмезь. Длина реки составляет 20 км, площадь водосборного бассейна 102 км².
Исток находится в урочище Брызгалово северо-восточнее деревни Зятцы в 22 км к северо-западу от села Сюмси. Исток и первые несколько сот метров течения находятся в Селтинском районе, остальное течение — в Сюмсинском. Река течёт на юго-восток по ненаселённому лесу. Притоки — Пышинка (левый), Малая (правый). Впадает в Кильмезь в селе Пумси.

## Данные водного реестра
По данным государственного водного реестра России относится к Камскому бассейновому округу, водохозяйственный участок реки — Вятка от водомерного поста посёлка городского типа Аркуль до города Вятские Поляны, речной подбассейн реки — Вятка. Речной бассейн реки — Кама.
Код объекта в государственном водном реестре — 10010300512111100038880.